# Michelle Alozie
Michelle Chinwendu Alozie, née le 28 avril 1997 à Apple Valley en Californie, est une footballeuse internationale nigeriane. Elle évolue actuellement au poste de défenseure au Houston Dash.

## Biographie
Alozie commence sa carrière universitaire à Yale où elle joue avec les Bulldogs. En 2017, elle est nommée joueuse offensive de l'année en Ivy League. Une blessure au ligament croisé met un terme à son histoire sous le maillot de Yale. Une fois rétablie, elle rejoint les Tennesse Volunteers en NCAA.

### En club
En 2020, elle s'exile au Kazakhstan où elle joue pour le BIIK Kazygurt pour une saison.
Elle est sélectionnée avec le Houston Dash pour la NWSL Challenge Cup 2021 en tant que joueuse supplémentaire (pour remplacer les joueuses internationales).

### En sélection
Michelle Alozie honore sa première sélection avec le Nigeria lors d'un match amical face à la Jamaïque en juin 2021. En septembre 2021, le sélectionneur la replace en défense, elle qui évoluait jusqu'alors en attaque. Elle marque contre son camp lors d'une défaite 4-2 contre l'Afrique du Sud, mais s'installe au poste. Elle participe à la coupe d'Afrique des nations 2022, terminée à la quatrième place.
Elle est sélectionnée pour la coupe du monde 2023.

### En dehors du football
Michelle Alozie est diplômée de biologie moléculaire à l'Université Yale. Elle travaille au Texas Children's Hospital de Houston, où elle est technicienne de recherches dans un laboratoire spécialisé dans les leucémies infantiles.

## Palmarès

### En équipe nationale
Nigeria
- Vainqueur de la Coupe d'Afrique des nations 2024